# Jean L'Anselme
Jean-Marc Minotte, dit Jean L’Anselme est un poète français né le 31 décembre 1919 à Longueau (Somme) et mort le 30 décembre 2011 à Juvisy-sur-Orge.

## Biographie
Le père de Jean-Marc Minotte est ouvrier dans une entreprise d'entretien des chemins de fer et sa mère, réfugiée. À quatre ans il entre à l'école maternelle. Puis il est confié à sa grand-mère qui habite une zone rurale près de la frontière belge. En 1929, il rejoint sa mère à Vincennes. Après son Certificat d'études primaires, il devient interne dans le lycée Chaptal, à Paris et obtient son Baccalauréat en 1939. En 1940, mobilisé, il est incorporé dans une compagnie presque exclusivement composée d'artistes du théâtre, du cinéma et de sportifs.
En 1941, il prépare l’École Normale des Instituteurs, et enseigne en région parisienne.
En octobre 1945, il entre aux Affaires étrangères, au service du Livre de la Direction générale des Relations culturelles, service dans lequel il fera toute sa carrière.
En 1946, il publie son premier recueil : À la peine de vie, entre au Comité national des écrivains, rencontre Jean Dubuffet, qui aura une forte influence sur son écriture et sa conception de l'Art et lance la revue Peuple et Poésie.
En 1950, il épouse Yvonne Philippe.
En 1981 il succède à Maurice Fombeure au Jury du prix Guillaume-Apollinaire. Il contribue régulièrement à des colloques et des congrès, fait partie du jury du Prix de l'Humour noir. Il participe à la diffusion de la poésie en milieu scolaire, universitaire et  carcéral.
Il décède à Juvisy-sur-Orge le 30 décembre 2011.
Au titre de ses relations artistiques et littéraires, on note des écrivains français dont Julien Gracq, Simone de Beauvoir, Jean-Paul Sartre, Paul Éluard et Louis Aragon, des poètes de l'École de Rochefort comme Jean Bouhier, Luc Bérimont et Jean Rousselot, le dessinateur Chaval, le poète Jacques Arnold, les peintres Christian Zeimert, Bernard Mandeville, Théo Kerg et le chanteur Pierre Louki.
Dans le cadre du concours de poésie ouvert aux 15/25 ans "Poésie en Liberté" (dont il est l'un des prix spéciaux), un "Prix Jean L’Anselme de l'Humour" a été créé, à l'initiative du poète Matthias Vincenot, peu après son décès. En 2025 c'est l'humoriste Smaïn qui est le parrain de ce "Prix Jean L'Anselme".

### Ouvrages édités
- À la peine de vie, Genève, Suisse, L.E.C., 1946, 77 p. (BNF 32347357)
- Le Tambour de ville, Genève, Suisse, L.E.C., 1946, 131 p. (BNF 32347368) - Limoges, France, Rougerie
- Un jour Noé, Genève, Suisse, L.E.C, 1948, 90 p.
- Passion, Paris, La Presse à bras, 1948, Portrait de l'auteur dessiné par Monteiro, 16 p.
- Histoire de l’aveugle, Paris, L'Art Brut, chez l'auteur, 1949 (BNF 36981610)
- Cahier d’histoires naturelles , Paris, Éditions P. Seghers, 1950, 35 p. (BNF 32347358)
- Chansons à hurler sur les toits, Paris, chez l'auteur, 1950, 64 p. (BNF 35044437)
- La Danse macabre, poème, dessins de Théo Kerg, Mortemart, France, Rougerie, coll. « Poésie et critique », 1951, 27 p. (BNF 36185399)
- Le Chemin de lune, Paris, Éditions P. Seghers, 1952, 41 p. (BNF 32347359)
- Le Grand film, Paris, Éditions Debresse, 1952, 11 p. (BNF 32347362)
- Il fera beau demain…, Paris, Éditions Imprimerie des poètes, 1952, 32 p. (BNF 32347363)
- Clés de cadenas de la poésie : chroniques audacieuses, Limoges, France, Rougerie, 1953, 30 p. (BNF 32347360)
- L’Enfant triste, Paris, éditions P. Seghers, 1955, 112 p. (BNF 32347361)
- On vous l’a dit ?, ill. d’André François, Paris, éditions Delpire, 1955, 112 p. (BNF 32347361)
- Au bout du quai : poèmes poétiques et poèmes prosifiés de la vie uburlesque, Limoges, France, Rougerie, 1959, 135 p. (BNF 33070752)
- Du vers dépoli au vers cathédrale, avec une intervention intempestive de Michel Ragon, Mortemart, France, Rougerie, 1962, 119 p. (BNF 33070754)
- Très cher Onésime Dupan de Limouse : poésies polyformes, carnets intimes, agendas, lettres, notes retrouvées, papiers épars, chansons préférées, Rougerie, Mortemart, France, 1966, 119 p. (BNF 33070755)
- Le Caleçon à travers les âges, grav. de Jean Vodaine, Basse-Yutz, Dire, 1966, 20 p. (BNF 33070753)
- Mémoires inachevés du général Duconneau., suivis de quelques Portraits, de quelques Chansons pour donner le change et d'un Théâtre, super-poèmes en prose longue durée et poèmes pop'art, Mortemart, France, Rougerie éditions, 1969, 119 p. (BNF 35436534)
- La Foire à la ferraille, Paris, Les Éditeurs français réunis, 1974, 94 p. (BNF 34573612)
- Qui parle de bonheur, Tire-Lyre, Paris, L'École des loisirs, 1977, 16 p. (BNF 34649367) - rééd. 1985
- Les Poubelles, Manifeste des poubelles et autres poèmes, complété d'un Hommage à "Tel quel", Rougerie, Mortemart, France, 1977, 129 p. (BNF 34602224)
- La France et ses environs : poésies instructives , suivies de Vers de mirliton, Rougerie, Mortemart, France, 1981, 149 p. (BNF 34660946)
- L’Anselme à tous vents…, Rougerie, Mortemart, France, 1984, 159 p. (BNF 34755558)
- L’Humour raconté aux (grands) enfants, Jean L'Anselme, Paris, Les Éditions ouvrières, 1988, 225 p.  (ISBN 2-7082-2561-8)
- Bêtises, paradoxes, balivernes et autres propos sérieux de Maxime Dicton, Paris, les éditions La Bruyère, 1989, 9 p. (BNF 35719851)
- Pensées et proverbes de Maxime Dicton, banalités, bêtises, paradoxes, balivernes, lieux communs et autres propos sérieux de l'auteur, Rougerie, Mortemart, France, 1991, 151 p. (BNF 35480720)
- Le Ris de veau : poésies : éloge du laid, cuisine et recettes, Rougerie, Mortemart, France, 1995, 116 p. (BNF 35803985)
- Pensées et proverbes récents de Maxime Dicton, Avignon, France, Les Dits du Pont, 1995, 6 p. (BNF 35818153)
- La Chasse d'eau, les Poèmes cons, manifeste suivi d'exemples, Rougerie, Mortemart, France, 2001, 117 p.  (ISBN 2-85668-070-4)
- La Mort de la machine à laver et autres textes, ill. de Linos de Vodaine, Coulouneix, France, Jean-Luc Thuillier Éditeur, 2001, 21 p. (BNF 38965457)
- P’tits pouèmes de la vie ordinaire, dédiés à Jules Laforgue, grav. de Linos de Vodaine, Coulouneix, France, Jean-Luc Thuillier Éditeur, 2003, 9 p. (BNF 39131297)
- Le Ris au laid, ed. Comme un terrier dans l'igloo, 2004
- Ça ne casse pas trois pattes à un canard et après ?, Rougerie, Mortemart, France, 2005, 140 p.  (ISBN 2-85668-108-5)
- Con comme la lune, Rougerie, Mortemart, France, 2008, 109 p. (BNF 41192466)

### Passage en revues
- Aménophis no 3, mai 1969

## Récompense
- Prix Guillaume-Apollinaire 1948 pour Le Tambour de ville
- Prix Alfred Droin de la Société des gens de lettres, en 1984, pour L’Anselme à tous vents

## Sur l’auteur
- Un enfant triste : Jean L'Anselme, André Marissel, Simoun, 1955, 29p.
- Jean L’Anselme aujourd’hui, Michel Ragon, Jeanine Rivais, Claude Vercey, Jean L'Anselme, Antoine Ristori, Etréchy, France, Éditions, Soleil natal, 1997, 172 p.  (ISBN 2-911900-00-6)
- « Jean L’Anselme, figure de proue », interview de Jean L'Anselme par Jean-Marc Couvé, in Jointure no 67, automne 2000
- « Jean L’Anselme » La Nouvelle Revue moderne, hors série no 2, décembre 2002[3]  (ISSN 1638-3052)
- Jean l’Anselme : pour de rire, pour de vrai, actes du colloque d'Angers tenu à la Bibliothèque universitaire les 12 et 13 septembre 2002, Université d'Angers, sous la dir. de Jacques Lardoux, Angers, France, Presses de l'Université d'Angers, 2003, 249 p.  (ISBN 2-903075-95-6)